# Fujita Yoshimasa
Yoshimasa Fujita (sinh ngày 23 tháng 7 năm 1979) là một cầu thủ bóng đá người Nhật Bản.

## Sự nghiệp câu lạc bộ
Yoshimasa Fujita đã từng chơi cho Montedio Yamagata.